# Don Siegelman
Donald Eugene Siegelman, detto Don (Mobile, 24 febbraio 1946), è un ex politico statunitense.
È stato il 51º governatore dell'Alabama, carica che ha ricoperto dal gennaio 1999 al gennaio 2003. Rappresentante del Partito Democratico, è stato vicegovernatore dell'Alabama dal 1995 al 1999, procuratore generale dal 1987 al 1991 e Segretario di Stato dell'Alabama dal 1979 al 1987.
Nel 2007 è stato condannato per corruzione a 88 mesi di carcere. Dopo un periodo di custodia, è tornato in carcere nel 2012, rimanendovi fino al febbraio 2017.